# Eutelia guyra
Eutelia guyra är en fjärilsart som beskrevs av John Henry Leech 1889. Eutelia guyra ingår i släktet Eutelia och familjen nattflyn. Inga underarter finns listade i Catalogue of Life.